# Ben Bouman
Benjamin (Ben) Bouman (Bandoeng, 27 maart 1923 – Zeist, 24 april 2015)  was een Nederlands generaal der artillerie en militair historicus. In de Tweede Wereldoorlog nam hij als enige Nederlander deel aan de Waaloversteek bij Nijmegen tijdens Operatie Market Garden.

## Levensloop
Benjamin Bouman werd geboren op 27 maart 1923 in Bandoeng en bracht er zijn jeugd door. Zijn vader, Johannes Jacobus Bouman werkte bij de spoorwegen en zijn moeder, Elizabeth de Groot, had er een modezaak genaamd De Bonneterie. Voor inkopen reisden zij regelmatig naar Europa. Het gezin verhuisde naar Nederland en Ben ging naar de HBS in Den Haag. Na het behalen van zijn diploma in mei 1940 ging hij in Leiden experimentele fysica studeren.

### Tweede Wereldoorlog
Toen de Tweede Wereldoorlog uitbrak weigerde hij de loyaliteitsverklaring aan de Duitse bezetter te ondertekenen. Hij dook vervolgens onder bij zijn ouders in Mook, even ten zuiden van Nijmegen.
In september 1944 bood hij zijn diensten aan als gids en tolk bij een Amerikaans peloton van het 3e bataljon van het 504th Parachute Infantry Regiment van de 82nd Airborne Division. De eenheid nam deel aan de Operatie Market Garden en had zich ingegraven bij de sluis in Heumen. In het oude KNIL-uniform van zijn vader sloot hij zich aan bij het peloton en kreeg in ruil voor zijn fiets een karabijn, helm en een Amerikaans legerjack. Hij nam als enige Nederlander deel aan de Waaloversteek bij Nijmegen. Onder zwaar vuur roeide hij met de Amerikanen in een van de 26 canvasbootjes de Waal over. Daarbij raakte hij lichtgewond aan zijn kuitbeen door een granaatscherf. De Amerikanen sloten hem daarop uit van verdere deelname aan de operatie.

### Politionele acties
Na de bevrijding meldde hij zich aan als oorlogsvrijwilliger voor de strijd tegen de Japanners in het nog bezette Nederlands-Indië. Hij ging eerst naar Engeland voor zijn militaire vorming, kreeg een officiersopleiding en werd ingedeeld bij de artillerie vanwege zijn aanleg voor wis- en natuurkunde.
Bij aankomst in Indië hadden de Japanners inmiddels gecapituleerd. De Nederlandse eenheden kregen een andere opdracht: optreden tegen de Indonesische vrijheidsstrijders. Bouman werd ingedeeld bij het 6e Regiment Veldartillerie (6 RVA), onderdeel van de 1e divisie ''7 december'' en werd gestationeerd in het noordelijk deel van West-Java. Tussen 1946 en 1949 nam hij als tweede luitenant en batterijcommandant deel aan de twee politionele acties tegen de Indonesische onafhankelijkheidsstrijders. Het 6 RVA was daarbij relatief succesvol.

### Koninklijke Landmacht
Terug in Nederland kwam hij als beroepsmilitair in dienst bij de Koninklijke Landmacht. Hij werd batterijcommandant bij de artillerie in de rang van kapitein. Van 1958-1960 volgde hij de Hogere Krijgsschool. Daarna vervulde hij diverse bevels- en staffuncties.
Begin jaren 60 werd Bouman als majoor commandant van 109 Afdeling Veldartillerie. Hij kreeg daarmee het bevel over de eerste met kernwapens uitgeruste eenheid in Nederland. 109 Afdva was in 1959 opgericht om uitgerust te worden met de nucleaire raketartillerie van het type Honest John. Dit was het gevolg van het besluit van de Nederlandse Regering, gesteund door vrijwel het volledige parlement, om gehoor te geven aan het Navo-besluit uit 1957 om de strijdkrachten met atoomwapens uit te rusten.
Van 1968 tot 1973 was Bouman commandant van 107 Afdeling Veldartillerie. Op 1 juni 1974 werd hij commandant van de Legerkorpsartillerie en werd hij bevorderd tot brigadegeneraal.
Gevormd door zijn ervaringen in de Tweede Wereldoorlog en in Indië, was Bouman een militair van de oude stempel. Hij moest niets hebben van de democratiseringsgolf van de jaren zestig en zeventig die ook de krijgsmacht niet onberoerd liet. Hij vond dat het met name onder onderofficieren leidde tot een gebrek aan discipline. Hij uitte begin jaren '70 openlijk kritiek op het in zijn ogen socialistische defensiebeleid en op de invloed van de defensievakbond VVDM. Daarop werd hij persoonlijk op het matje geroepen bij de toenmalige PvdA-minister van defensie Stemerdink, die dreigde met ontslag. Dat kon uiteindelijk worden afgewend doordat kort daarna Cor de Jager, een studievriend van Bouman van de Hogere Krijgsschool, Bevelhebber der Landstrijdkrachten werd.
Op 1 mei 1978 ging Bouman met functioneel leeftijdsontslag.

## Na militaire dienst
Na zijn pensionering begon Bouman een bescheiden nieuwe loopbaan als krijgshistoricus. Hij ging geschiedenis studeren in Leiden. In 1987 behaalde hij er zijn doctoraalexamen, met als bijvakken West-Europese expansie en Indonesisch. In 1995 promoveerde hij bij Cees Fasseur op een proefschrift over de rol van Indonesische officieren in het KNIL in de periode 1900 tot 1950. Daarbij verzoende hij zich met zijn voormalige vijanden van het TNI (het Indonesische nationale leger) en interviewde enkele tientallen van hen. In de jaren daarna schreef hij een aantal boeken over de krijgshistorie van de laat-koloniale tijd in Nederlands-Indië.
Naast zijn werk als historicus was Bouman lange tijd voorzitter de Stichting Japanse Ereschulden en lid van het Indisch Platform, waarmee hij zich inzette voor de belangen van de Nederlanders uit voormalig Nederlands-Indië die tijdens de Tweede Wereldoorlog door toedoen van de Japanse overheid schade hebben geleden. Hij was tevens actief in de veteranenwereld. Van 1979 tot 1986 was hij voorzitter van de Vereniging Artillerie Officieren.
Op 23 november 2013 verrichtte hij met Francis Keefe, een Amerikaanse veteraan die ook de waaloversteek in 1944 meemaakte, de opening van de nieuwe waalbrug genaamd de Oversteek.
Ben Bouman overleed op 24 april 2015 in Zeist aan de gevolgen van longkanker.

## Onderscheidingen
- Officier in de Orde van Oranje Nassau met de Zwaarden
- Drager van het Oorlogsherinneringskruis met gesp (1944)
- Drager van het Ereteken voor Orde en Vrede met vier gespen (1946, 1947, 1948, 1949)
- Legpenning in zilver van de Vereniging Artillerie Officieren, uitgereikt in 1977 tijdens de viering van het driehonderdjarig bestaan van het Wapen der Artillerie